# NStB Budweis - Eger
Az NStB Budweis - Eger egy szerkocsis gőzmozdonysorozat volt az osztrák-magyar k.k. Nördlichen Staatsbahn (NStB)-nál. (Az "Eger" szó nem Egerre utal, hanem Cheb csehországi város német nevére.) A négy mozdonyt William Norris gyártotta Philadelphiában 1845-ben. Az NStB a Budweis, Teplitz, Carlsbad,  Eger neveket továbbá a 7–10 pályaszámokat adta nekik. Amikor a StEG 1855-ben megvásárolta az NStB-t, a mozdonyok 23–26 pályaszámokat kaptak. 1873-ban mind a négy mozdonyt selejtezték.

## Fordítás
- Ez a szócikk részben vagy egészben  a   NStB – Budweis bis Eger című német Wikipédia-szócikk fordításán alapul.  Az eredeti cikk szerkesztőit annak laptörténete sorolja fel. Ez a jelzés csupán a megfogalmazás eredetét és a szerzői jogokat jelzi, nem szolgál a cikkben szereplő információk forrásmegjelöléseként. Az eredeti szócikk forrásai szintén ott találhatóak.